# Lispocephala erythrocera
Lispocephala erythrocera är en tvåvingeart som först beskrevs av Jean-Baptiste Robineau-Desvoidy 1830.  Lispocephala erythrocera ingår i släktet Lispocephala, och familjen husflugor. Arten är reproducerande i Sverige.